# Goiabeira
Goiabeira là một đô thị thuộc bang Minas Gerais, Brasil. Đô thị này có diện tích 111,592 km², dân số năm 2007 là 3052 người, mật độ 24,3 người/km².